# Rougemontier
Rougemontier, anciennement Rougemontiers jusqu'au 10 janvier 2025, est une commune française située dans le département de l'Eure, en région Normandie.

## Géographie

### Localisation
Rougemontiers est un bourg périurbain normand situé à vol d'oiseau à 29 km au sud-ouest de Rouen,  7 kmà l'ouest de Bourg-Achard, 22 km au nord-ouest d'Elbeuf, 18 km au nord de Brionne, 15 km à l'est de Pont-Audemer et 19 km de Port-Jérôme-sur-Seine.
La commune se trouve dans l'aire d'attraction de Rouen, dans la zone d'emploi de Honfleur - Pont-Audemer et dans le bassin de vie de Bourg-Achard.

### Communes limitrophes
Les communes limitrophes sont  Bouquetot, Brestot, Flancourt-Crescy-en-Roumois, Hauville, Illeville-sur-Montfort, Routot et Éturqueraye.
|                     | Routot                 | Hauville                                                      |
| Éturqueraye Brestot | Rougemontier           | Bouquetot                                                     |
|                     | Illeville-sur-Montfort | Flancourt-Crescy-en-Roumois (comm. dél. de Flancourt-Catelon) |

### Géologie et relief
La superficie de la commune est de 11,96 km2 ; son altitude varie de 70  à   144 mètres.

### Hydrographie
La commune est située dans le bassin Seine-Normandie. Elle n'est drainée par aucun cours d'eau,. Néanmoins six plans d'eau sont présents sur le territoire communal : la mare aux BÅ“ufs (0,09 ha), la mare Auzou (0,15 ha), la mare de la Vallée (0,06 ha), la mare Duboc (0,04 ha), la mare Jannot (0,03 ha) et la mare Limberg (0,01 ha),.

### Climat
Pour des articles plus généraux, voir Climat de la Normandie et Climat de l'Eure.
En 2010, le climat de la commune est de type climat océanique dégradé des plaines du Centre et du Nord, selon une étude du CNRS s'appuyant sur une série de données couvrant la période 1971-2000. En 2020, Météo-France publie une typologie des climats de la France métropolitaine dans laquelle la commune est exposée à un climat océanique et est dans la région climatique Côtes de la Manche orientale, caractérisée par un faible ensoleillement (1 550 h/an) ; forte humidité de l’air (plus de 20 h/jour avec humidité relative > 80 % en hiver), vents forts fréquents. Parallèlement le GIEC normand, un groupe régional d’experts sur le climat, différencie quant à lui, dans une étude de 2020, trois grands types de climats pour la région Normandie, nuancés à une échelle plus fine par les facteurs géographiques locaux. La commune est, selon ce zonage, exposée à un « climat contrasté des collines », correspondant au Pays d’Auge, Lieuvin et Roumois, moins directement soumis aux flux océaniques et connaissant toutefois des précipitations assez marquées en raison des reliefs collinaires qui favorisent leur formation.
Pour la période 1971-2000, la température annuelle moyenne est de 10,3 °C, avec  une amplitude thermique annuelle de 13,8 °C. Le cumul annuel moyen de précipitations est de 856 mm, avec 13,2 jours de précipitations en janvier et 8,7 jours en juillet. Pour la période 1991-2020, la température moyenne annuelle observée sur la station météorologique la plus proche, située sur la commune de Jumièges à 11 km à vol d'oiseau, est de 12,2 °C et le cumul annuel moyen de précipitations est de 843,5 mm,. Pour l'avenir, les paramètres climatiques de la commune estimés pour 2050 selon différents scénarios d’émission de gaz à effet de serre sont consultables sur un site dédié publié par Météo-France en novembre 2022.

### Milieux naturels et biodiversité
Une partie sud de la commune de Rougemontier est couverte par la forêt de Montfort.

## Urbanisme

### Typologie
Au 1er janvier 2024, Rougemontiers est catégorisée commune rurale à habitat dispersé, selon la nouvelle grille communale de densité à 7 niveaux définie par l'Insee en 2022.
Elle est située hors unité urbaine. Par ailleurs la commune fait partie de l'aire d'attraction de Rouen, dont elle est une commune de la couronne,. Cette aire, qui regroupe 317 communes, est catégorisée dans les aires de 200 000 à moins de 700 000 habitants,.

### Occupation des sols

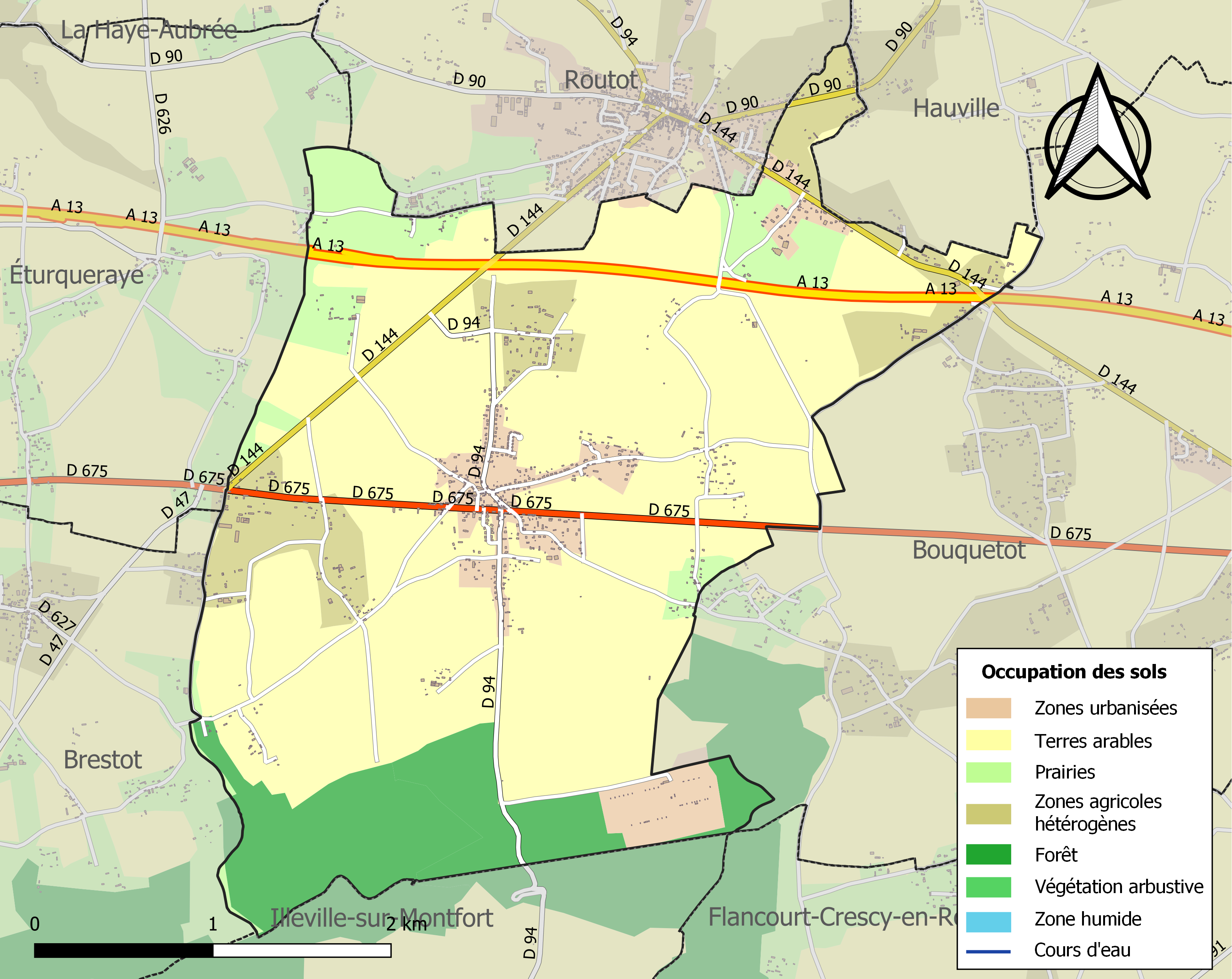
Carte des infrastructures et de l'occupation des sols de la commune en 2018 (CLC).

L'occupation des sols de la commune, telle qu'elle ressort de la base de données européenne d’occupation biophysique des sols Corine Land Cover (CLC), est marquée par l'importance des territoires agricoles (81,3 % en 2018), en diminution par rapport à 1990 (82,3 %).
La répartition détaillée en 2018 est la suivante : terres arables (63,4 %), forêts (11,7 %), zones agricoles hétérogènes (10,2 %), prairies (7,6 %), zones urbanisées (5 %), zones industrielles ou commerciales et réseaux de communication (2 %).
L'évolution de l’occupation des sols de la commune et de ses infrastructures peut être observée sur les différentes représentations cartographiques du territoire : la carte de Cassini (XVIIIe siècle), la carte d'état-major (1820-1866) et les cartes ou photos aériennes de l'IGN pour la période actuelle (1950 à aujourd'hui).

### Lieux-dits, hameaux et écarts
Rougemontier a un hameau à l'est, les Trottiers, et partage à l'ouest celui de la Chapelle-Brestot avec la commune d'Éturqueraye.

### Habitat et logement
En 2021, le nombre total de logements dans la commune était de 429, alors qu'il était de 418 en 2016 et de 378 en 2011.
Parmi ces logements, 92,8 % étaient des résidences principales, 1,9 % des résidences secondaires et 5,4 % des logements vacants. Ces logements étaient pour 99,3 % d'entre eux des maisons individuelles et pour 0,5 % des appartements.
Le tableau ci-dessous présente la typologie des logements à Rougemontiers en 2021 en comparaison avec celle de l'Eure et de la France entière. Une caractéristique marquante du parc de logements est ainsi la faible proportion des résidences secondaires et logements occasionnels (1,9 %) par rapport au département (6,2 %) et à la France entière (9,7 %).
| Typologie                                               | Rougemontiers | Eure | France entière |
| ------------------------------------------------------- | ------------- | ---- | -------------- |
| Résidences principales (en %)                           | 92,8          | 85,8 | 82,2           |
| Résidences secondaires et logements occasionnels (en %) | 1,9           | 6,2  | 9,7            |
| Logements vacants (en %)                                | 5,4           | 8    | 8,1            |

### Projets d'aménagement
Un nouveau quartier résidentiel de 33 logements, dont 18 en locatif et 15 en accession à la propriété ou en location-accession est construit en 2023/2024 à l'initiative de la commune rue de la Mare de la ville, près de la mairie et du centre-bourg.

### Voies de communication et transports
Le nord du territoire communal est traversé par l'autoroute A13.
Rougemontier est desservi par l'ancienne route nationale 175 (actuelle RD 675), qui relie le village à Bourg-Achard et à Pont-Audemer. Son trafic important et de fréquents excès de vitesse posent des problèmes de sécurité routière à la traversée du bourg.

## Toponymie
Le nom de la localité est attesté au début du XIIe siècle sous une forme latinisée et savante Rubrum Monastericum (Orderic Vital),; puis Rubense Monasterium en 1253 (reg. visit.); Rougemontier en 1801.
Rubrum traduit le français rouge (issu du latin rubeus « roux, rougeâtre » et non pas du latin classique ruber « rouge ») et monasterium, l'ancien français moustier ou monstier « église » et plus rarement « monastère » (issu du gallo-roman MONASTERIU), monasterium a également donné le terme savant monastère. L'antéposition de l'adjectif de couleur est sans doute liée à l'influence du germanique, conservée en poésie et dans certains dialectes septentrionaux (comme en normand du Cotentin). L’appellation de « Rouge Église » fut utilisé pour désigner un territoire au centre duquel s'élevait un édifice aisément identifiable par sa couleur (peut-être un édifice primitif en briques rouges).
Remarque : l'orthographe du nom de la commune n'est curieusement pas encore arrêtée au début du XXIe siècle.
Rougemontier ou Rougemontiers ? Si la seconde graphie, avec un -s final, est retenue par le code des communes, les deux formes coexistent encore.
Du strict point de vue étymologique, le nom de la commune ne devrait pas être orthographié avec un S final, qui n'apparaît, d'ailleurs, qu'à la fin du XVIIIe siècle. Cette marque du pluriel s'accorde toutefois avec la diversité d'un territoire comprenant plus d'une trentaine de hameaux et de lieux-dits,.
Le 10 janvier 2025, la modification du nom de la commune en Rougemontier est parue au Journal officiel pour une date d'effet au 11 janvier 2025.

## Histoire

### Moyen Âge
L'église Saint-Martin est donnée en 1178 à l'Abbaye Notre-Dame-du-Bec.[réf. nécessaire]

## Politique et administration

### Rattachements administratifs et électoraux

#### Rattachements administratifs
La commune se trouve depuis 1926 dans l'arrondissement de Bernay du département de l'Eure.
Elle faisait partie depuis 1793 du canton de Routot. Dans le cadre du redécoupage cantonal de 2014 en France, cette circonscription administrative territoriale a disparu, et le canton n'est plus qu'une circonscription électorale.

#### Rattachements électoraux
Pour les élections départementales, la commune fait partie depuis 2014 du canton de Bourg-Achard.
Pour l'élection des députés, elle fait partie de la troisième circonscription de l'Eure.

### Intercommunalité
Rougemontiers était membre de la communauté de communes du Roumois Nord, un établissement public de coopération intercommunale (EPCI) à fiscalité propre créé fin 1992 et auquel la commune avait transféré un certain nombre de ses compétences, dans les conditions déterminées par le code général des collectivités territoriales.
Dans le cadre des dispositions de la loi portant nouvelle organisation territoriale de la République du 7 août 2015, qui prévoit que les établissements publics de coopération intercommunale (EPCI) à fiscalité propre doivent avoir un minimum de 15 000 habitants, cette intercommunalité a fusionné avec ses voisines pour former, le 1er janvier 2017, la communauté de communes Roumois Seine,
Toutefois, Le 12 avril 2018, la majorité du conseil communautaire a rejeté le compte administratif de l'intercommunalité, qui retrace les dépenses et recettes de l'exercice 2017 tel que présenté par le président alors en fonction, Benoît Gatinet, entraînant l'intervention de la chambre régionale des comptes et la demande de scission de certaines communes de l'intercommunalité,. Ce vote intervenait dans le cadre d'une contestation de l'importance de la dette contractée par Roumois Seine, mais surtout héritée des anciennes communautés de communes de Bourgtheroulde-Infreville et d’Amfreville-la-Campagne
Le 1er janvier 2019,  14 communes quittent l'intercommunalité après cette crise, dont Rougemontiers, qui rejoint la  communauté de communes de Pont-Audemer / Val de Risle,.

### Liste des maires
| Période       | Période                        | Identité                   | Étiquette | Qualité                                                                                       |
| ------------- | ------------------------------ | -------------------------- | --------- | --------------------------------------------------------------------------------------------- |
| 1790          | 1791                           | Hubert Hardel              |           |                                                                                               |
| 1791          | 1795                           | François-Nicolas Vauquelin |           |                                                                                               |
| 1795          | 1799                           | Hubert Hardel              |           |                                                                                               |
| 1799          | 1801                           | Michel Maillard            |           |                                                                                               |
| 1801          | 1812                           | Jean-Hubert Lerefait       |           | laboureur, député du tiers état en 1789                                                       |
| 1812          | 1824                           | Michel Leroux              |           |                                                                                               |
| 1824          | 1837                           | Pierre-Hubert Lereffait    |           |                                                                                               |
| 1837          | 1847                           | Pierre Pillon              |           |                                                                                               |
| mars 1847     | novembre 1847                  | Jean-Louis Billard         |           |                                                                                               |
| novembre 1847 | janvier 1848                   | Philippe Havard            |           |                                                                                               |
| janvier 1848  | avril 1848                     | Louis Billard              |           |                                                                                               |
| avril 1848    | octobre 1848                   | Pierre-Hubert Lereffait    |           |                                                                                               |
| 1848          | 1869                           | Louis Billard              |           |                                                                                               |
| novembre 1869 | juillet 1870                   | Philippe Havard            |           |                                                                                               |
| juillet 1870  | décembre 1870                  | Pierre-Hubert Lereffait    |           |                                                                                               |
| 1870          | 1871                           | Félix Lesourd              |           |                                                                                               |
| 1871          | 1876                           | Pierre-Hubert Lereffait    |           |                                                                                               |
| 1876          | 1891                           | Edmond Fleury              |           |                                                                                               |
| 1891          | 1909                           | Louis Lereffait            |           |                                                                                               |
| 1909          | 1919                           | Victor Delafenetre         |           |                                                                                               |
| 1919          | 1921                           | Émile Turgard              |           |                                                                                               |
| 1921          | 1928                           | Léon Moure                 |           |                                                                                               |
| 1928          | 1935                           | Joseph Binet               |           |                                                                                               |
| 1935          | 1945                           | Léon Liout                 |           |                                                                                               |
| 1945          | 1974                           | Henry Caillouel            |           |                                                                                               |
| 1974          | 1977                           | Maurice Santais            |           |                                                                                               |
| 1977          | 1983                           | André Thonnel              |           |                                                                                               |
| 1983          | 2008                           | Norbert Morin              |           | Chevalier de l'Ordre des Palmes académiques Chevalier du Mérite agricole Croix du combattantt |
| 2008          | mai 2020                       | Robert Maquaire            | UDI       | Agriculteur retraité                                                                          |
| 2020,         | En cours (au 30 novembre 2023) | Philippe Robillot          |           | Infirmier                                                                                     |

## Équipements et services publics
Un distributeur automatique de produits fermiers est installé dans le GAEC de la Chapelle Brestot.

### Enseignement
Les enfants de la commune sont scolarisés à l'école Catherine et Jean Carrère, qui porte le nom d'un couple d'enseignants dévoués. Pour l'année 2024-2025, l'école accueille 114 élèves répartis dans cinq classes

## Population et société

### Démographie
L'évolution du nombre d'habitants est connue à travers les recensements de la population effectués dans la commune depuis 1793. Pour les communes de moins de 10 000 habitants, une enquête de recensement portant sur toute la population est réalisée tous les cinq ans, les populations de référence des années intermédiaires étant quant à elles estimées par interpolation ou extrapolation. Pour la commune, le premier recensement exhaustif entrant dans le cadre du nouveau dispositif a été réalisé en 2005.

En 2022, la commune comptait 1 033 habitants, en évolution de −1,34 % par rapport à 2016 (Eure : −0,25 %, France hors Mayotte : +2,11 %).
| 1793 | 1800  | 1806 | 1821 | 1831 | 1836 | 1841 | 1846 | 1851 |
| ---- | ----- | ---- | ---- | ---- | ---- | ---- | ---- | ---- |
| 920  | 1 124 | 960  | 945  | 841  | 866  | 876  | 826  | 773  |

| 1856 | 1861 | 1866 | 1872 | 1876 | 1881 | 1886 | 1891 | 1896 |
| ---- | ---- | ---- | ---- | ---- | ---- | ---- | ---- | ---- |
| 722  | 671  | 664  | 603  | 594  | 558  | 549  | 536  | 526  |

| 1901 | 1906 | 1911 | 1921 | 1926 | 1931 | 1936 | 1946 | 1954 |
| ---- | ---- | ---- | ---- | ---- | ---- | ---- | ---- | ---- |
| 507  | 497  | 514  | 423  | 483  | 437  | 458  | 457  | 466  |

| 1962 | 1968 | 1975 | 1982 | 1990 | 1999 | 2005 | 2006 | 2010 |
| ---- | ---- | ---- | ---- | ---- | ---- | ---- | ---- | ---- |
| 425  | 484  | 562  | 785  | 762  | 752  | 866  | 848  | 920  |

| 2015  | 2020  | 2022  | - | - | - | - | - | - |
| ----- | ----- | ----- | - | - | - | - | - | - |
| 1 024 | 1 038 | 1 033 | - | - | - | - | - | - |

## Culture locale et patrimoine

### Lieux et monuments
- La mairie, ancien presbytère édifié en 1778. Elle est inaugurée le 20 avril 1991 par Henri Collard, président du conseil général de l'Eure.
- Église Saint-Martin[40], du XIIe siècle, pour ses parties les plus anciennes : bases des contreforts de la façade occidentale et une partie de la tour. Le portail est édifié au XIVe siècle, le chœur au XVe siècle, la nef au XVIIe siècle et la sacristie en 1729. Restaurée sous la direction de M. Yves Brabant, architecte des bâtiments de France, en 2002.
- Croix de cimetière[41].
- Châteaux : au Tremblay[42] et aux Labbes[43].

### Personnalités liées à la commune
- Robert de Croismare (vers 1445-1493). Curé de Rougemontiers en 1470, il devient archevêque de Rouen (1483-1493)[44].
- Jean-Hubert Lerefait, laboureur, est député du tiers état en 1789.

### Héraldique
| Blason de Rougemontier | Blason  | De gueules à la cotice en barre d'or, accompagné en chef d'une chaumière normande d'argent aux colombages de sable soutenue à dextre d'une rose aussi d'argent pointée d'azur sommée de trois épis d'argent en sautoir et en pal et en pointe de deux léopards aussi d'or rangés en barre. |
| Blason de Rougemontier | Détails | Les deux léopards d'or sur champ de gueules rappellent les armes de la Normandie. |

## Pour approfondir